# Jednostka administracyjna (wojsko)
Jednostka administracyjna – typ jednostki wojskowej występujący w Wojsku Polskim II RP.
Jednostka administracyjna to taka jednostka wojskowa, która w czasie pokoju i wojny prowadziła gospodarkę stanów osobowych i gospodarkę materiałową.
Dowódca jednostki administracyjnej otrzymywał od właściwego organu zaopatrującego środki finansowe i materiałowe. Dysponował nimi i rozliczał się przed właściwym organem zaopatrującym. Jednostka posiadała aparat administracyjny w skład którego wchodzili: kwatermistrz, oficer materiałowy, oficer żywnościowy, oficer ewidencyjny i płatnik. Jednostce administracyjnej podlegały pododdziały administracyjne.
Pododdział administracyjny to pododdział typu kompania, szwadron, bateria, którego dowódca otrzymywał środki finansowe i materiałowe od jednostki administracyjnej i prowadził ewidencję rachunkową.
1 kwietnia 1938 roku wszedł w życie przepis „Gospodarka w oddziałach sił zbrojnych” sygn. OG 1938 wprowadzony rozkazem nr 1002/06 Ministra Spraw Wojskowych z 12 marca 1938 roku. Jednocześnie nazwę „jednostka administracyjna” zastąpiono nowym pojęciem „oddział gospodarczy”, który nadal obowiązuje w Siłach Zbrojnych RP.